# Demon Hunter
Demon Hunter é uma banda cristã de metalcore de Seattle, Washington. Expressando sua fé em muitas das suas canções com composições bem trabalhadas utilizando um instrumental bastante técnico, riffs de guitarra e vocais guturais, a banda conquistou um grande número de fãs. A banda foi criada pelos irmãos Don e Ryan Clark, no entanto apenas Ryan permanece atualmente, já que Don Clark teria se afastado para cuidar de sua família. No início de 2010, haviam vendido mais de meio milhão de álbuns.

## História

### Formação (2002-2003)
Demon Hunter foi concebido inicialmente como uma banda de projeto pelos Clarks, que tocaram juntos anteriormente na Coalesce e na Neurosis, mais tarde influenciaram-se mais pela banda experimental Training For Utopia. Ryan já havia tocado guitarra na banda de hardcore Focal Point, que lançou um álbum pela Tooth & Nail/Solid State, quando Ryan ainda estava em sua adolescência.
Demon Hunter apareceu pela primeira vez na This is Solid State, Vol. 3 com a sua primeira música "Through the Black", lançada em fevereiro de 2002. (Demon Hunter foi lançado em outubro de 2002 pela Tooth and Nail Records. Ryan e Don escreveram todas as canções, tocando a maioria dos instrumentos (com Ryan cantando como ele havia cantado na banda Training For Utopia), e contrataram Jesse Sprinkle para gravar faixas de bateria.
No começo os membros da banda decidiram esconder ou ocultar suas identidades em fotos e na imprensa. Seus nomes foram revelados quando eles fizeram sua primeira turnê, que contou com os pesos pesados do metal norueguês Extol, e influênciados pelo metalcore do The Agony Scene, e viu-se a adição de Jesse Sprinkle na bateria, Jon Dunn no baixo e Kris McCaddon (Embodyment), na guitarra.

### Summer of Darkness/The Triptych (2004-2006)
A banda voltou ao estúdio para gravar seu primeiro álbum completo, Summer of Darkness, com McCaddon contribuindo e novamente com Jesse na bateria. Summer of Darkness foi lançado em 4 de maio de 2004, e foi um sucesso modesto, impulsionando o Demon Hunter na cena secular com a adição do vídeo da música "Not Ready to Die" no Headbanger's Ball e na MTV2, junto com o single "My Heartstrings Come Undone", estiveram também na trilha sonora do Resident Evil: Apocalypse. O álbum contou com quatro participações vocais; Mike Williams do The Agony Scene em "Beheaded", Brock Lindow do 36 Crazyfists em "Beauty Through The Eyes Of A Predator", Howard Jones do Killswitch Engage em "Our Faces Fall Apart", e Trevor McNevan do Thousand Foot Krutch em "Coffin Builder".
O Demon Hunter pegou a estrada no verão com Dunn no baixo, com o baterista Tim "Yogi" Watts, pois Jesse Sprinkle não pode participar. Desta vez, levaram com eles a banda de post-hardcore, Dead Poetic. Ao final da turnê foram substituídos pelo Staple.
Em 2005, o Demon Hunter volta ao estúdio em Seattle, Washington para gravar seu terceiro álbum, intitulado The Triptych. "Triptych" gira em torno do conceito de três, como era o terceiro álbum da banda. Há um cover do Prong para "Snap Your Fingers, Snap Your Neck". Este álbum estreou Watts como substituto permanente de Polvilhe, bem como a adição de Ethan Luck como guitarrista principal, substituindo Kris McCaddon. "The Triptych" tornou-se ainda maior que Summer of Darkness, vendendo mais que o dobro em sua primeira semana de lançamento. "Undying" foi o primeiro single da banda, e também foi feito um videoclipe dirigido por Chris Sims (As I Lay Dying, Lamb of God, Zao).
A Tour Demon Hunter's começou em 2006 durante o verão, junto de Zao, The Archetype, August Burns Red e Spoken. A banda gravou um vídeo para "One Thousand Apologies" com o diretor Darren Doane. Triptych foi relançado em 31 de outubro de 2006 com um DVD que acompanha o álbum, e quatro músicas extras adicionados ao álbum original.
A revista de metalcore e hardcore Revolver publicou uma matéria de capa sobre metal cristão em dezembro de 2006, caracterizando o que a revista chama "The Holy Alliance": que seriamSpencer Chamberlain do Underoath, Ryan Clark do Demon Hunter, Tim Lambesis do As I Lay Dying, e Cory Brandan Putman do Norma Jean
A banda entrou no estúdio em junho de 2007 para gravar o quarto álbum, Storm the Gates of Hell, que foi lançado em 6 de novembro de 2007. Solid State lançou três versões do álbum com vários bônus. "Fading Away" foi o primeiro single do álbum. Apesar da popularidade de bandas seculares, eles continuaram a apoiar a cena underground, aparecendo em programas de rádio.

### Stronger Than Hell Tour (2008-2009)
Em 2008, a banda inicoiou a "Stronger Than Hell Tour", que começou em 26 de maio Seattle, Washington. O passeio contou com a recém-reunida banda de metal cristão Living Sacrifice, cujo vocalista Bruce Fitzhugh foi destaque como vocalista convidado em Storm the Gates of Hell. A tour também incluiu Oh, Sleeper, The Famine e Advent. Esta turnê terminou 5 de julho de 2008, no Festival Cornerstone, em Illinois.
Demon Hunter lançou "45 days" em novembro, uma caixa com dois DVDs e um CD contendo um documentário sobre a banda e seus fãs, um desempenho de "Stronger Than Hell", junto com duas faixas bônus. Um álbum ao vivo, intitulado "Live in Nashville", foi lançado em 27 de janeiro de 2009. Inclui 14 músicas de seu show em Nashville, Tennessee, a partir de sua "Stronger Than Hell Tour". O álbum conta com o guitarrista Patrick juiz, que participou da tour "Stronger Than Hell", devido a compromissos conflitantes de agendamento com o baterista do Relient K.
Após a conclusão do "Stronger Than Hell" tour, a banda começou a trabalhar para a turnê "Huntour". A mini-turnê estava prevista para 3 noites, entre 12 de agosto e 15 de agosto de 2009, com o apoio de Heiress, 7 Horns 7 Eyes, Throwdown Living Sacrifice, The Crucified, The Great Commission, Focused e Faith Snakes.
Em 12 de agosto de 2009 em Seattle, anunciaram que Don Clark abandonou a banda para seguir sua carreira de designer gráfico e para estar com sua família.
Demon Hunter anunciou também que eles estão voltando em estúdio em outubro para gravar seu próximo álbum. Também foi revelado que Ethan saiu porque não conseguiu acompanhar a agenda lotada. Em 28 de agosto, a banda publicou que Patrick é o substituto permanente para Ethan. No entanto, o comunicado não fez menção a Randy Torres, mas uma foto mostra ele com a banda.

### The World Is a Thorn (2010)
No final de agosto de 2009, Ryan Clark postou o seguinte sobre o seu quinto álbum de estúdio na página oficial Demon Hunter: "Neste momento, eu diria que cerca de 90% das músicas tem sido escrito e, provavelmente, cerca de 40% das letras/melodias. Por mais clichê que possa ser para dizer, o álbum promete ser mais pesado, mais rápido e mais agressivo que o material anterior (e pode haver uma balada ou duas). Como sempre, estamos fazendo nosso melhor para manter o som clássico do DH, ao mesmo tempo que introduz algumas idéias novas e excitantes para manter as coisas emocionantes".
A banda começou a trabalhar com o produtor Aaron Gillespie (The Almost, Anberlin), e Jason Suecof (August Burns Red, Job for a Cowboy, Death Angel). Em 16 de dezembro de 2009, um substituto oficial para Don Clark foi anunciada em clube de fãs do Demon Hunter, com o anúncio de Ryan Helm do The Ascendicate como o guitarrista da banda.
A banda lançou The World Is a Thorn em 09 março de 2010. Ele possui os vocais de Dave Peters do Throwdown em " Feel As Though You Could", e Christian Älvestam do Miseration (ex-Scar Symmetry) em "Just Breathe". Björn "Speed" Strid do Soilwork apresenta "Collapsing".
A banda se juntou a As I Lay Dying em turnê em março, marcando a primeira vez que o Demon Hunter teve uma banda de apoio. Blessthefall e War of Ages foram também parte do projeto. O Demon Hunter será a atração principal na The World is a Thorn Tour em agosto, com Sleeping Giant e Inhale Exhale.
Em Janeiro de 2015 a banda divulgou o seu novo videoclipe para a música "Death".

## Influências
Ryan Clack fala de algumas bandas que influenciaram o som do DH: "A melodia vem do Britpop, Coldplay, Radiohead e Travis, e bandas mais obscuras como Elbow, South e Soundtrack of Our Lives. O lado pesado vem de bandas como Metallica, Pantera, Sepultura, Prong, Machine Head e Living Sacrifice.

## Discografia

### Álbuns de estúdio
- Demon Hunter (2002)
- Summer of Darkness (2004)
- The Triptych (2005)
- Storm the Gates of Hell (2007)
- The World is a Thorn (2010)
- True Defiance (2012)
- Extremist (2014)
- Outlive (2017)
- War (2019)
- Peace (2019)

### Ao vivo
- 45 Days (2008)
- Live In Nashville CD (2009)

### Singles
- "Infected" Demon Hunter (2002)
- "Not Ready to Die" Summer of Darkness (2004)
- "Undying" The Triptych (2005)
- "One Thousand Apologies" The Triptych (2006)
- "Carry Me Down" Storm the Gates of Hell (2007)
- "Fading Away" Storm the Gates of Hell (2007)
- "Collapsing feat Björn "Speed" Strid" The World Is a Thorn (2010)
- "My Destiny" True Defiance (2012)
- "Artificial Light" Extremist (2014)
- "I will fail you" Extremist (2014)